# Royal Rumble (2020)
Royal Rumble (2020) – gala wrestlingu wyprodukowana przez federację WWE dla zawodników z brandów Raw i SmackDown. Odbyła się 26 stycznia 2020 w Minute Maid Park w Houston w stanie Teksas. Emisja była przeprowadzana na żywo za pośrednictwem WWE Network oraz w systemie pay-per-view. Była to trzydziesta trzecia gala w chronologii cyklu Royal Rumble.
Podczas gali odbyło się osiem walk, w tym dwie podczas pre-show. W walce wieczoru, Drew McIntyre wygrał męski Royal Rumble match, dzięki czemu otrzymał wybór walki o WWE Championship, WWE Universal Championship lub NXT Championship na WrestleManii 36. Żeński Royal Rumble match zwyciężyła Charlotte Flair, dzięki czemu otrzymała wybór walki o Raw Women’s Championship, SmackDown Women’s Championship lub NXT Women’s Championship także na WrestleManii 36. W innych ważnych walkach, „The Fiend” Bray Wyatt pokonał Daniela Bryana w Strap matchu broniąc Universal Championship, Roman Reigns pokonał Kinga Corbina w Falls Count Anywhere matchu oraz Becky Lynch pokonała Asukę poprzez submission i obroniła Raw Women’s Championship.

## Produkcja
Royal Rumble oferowało walki profesjonalnego wrestlingu z udziałem wrestlerów należących do brandów Raw i SmackDown. Oskryptowane rywalizacje (storyline’y) kreowane są podczas cotygodniowych gal Raw i SmackDown. Wrestlerzy są przedstawieni jako heele (negatywni, źli zawodnicy i najczęściej wrogowie publiki) i face’owie (pozytywni, dobrzy i najczęściej ulubieńcy publiki), którzy rywalizują pomiędzy sobą w seriach walk mających budować napięcie. Kulminacją rywalizacji jest walka wrestlerska lub ich seria.
Tradycją gali Royal Rumble jest zorganizowanie dwóch Royal Rumble matchy, w którym zwycięzca otrzymał szansę na walkę o WWE Championship (brandu Raw), WWE Universal Championship (brandu SmackDown) lub NXT Championship na WrestleManii 36, a zwyciężczyni otrzymała szansę na walkę o WWE Raw Women’s Championship, WWE SmackDown Women’s Championship lub NXT Women’s Championship także na WrestleManii 36.

### Rywalizacje
Podczas gdy WWE Championship jest ogólnie bronione na corocznym Royal Rumble pay-per-view, 6 stycznia na odcinku Raw ujawniono, że nie będzie obrony WWE Championship na gali w 2020 roku. Zamiast tego, WWE Champion Brock Lesnar postanowił wziąć udział w Royal Rumble matchu jako uczestnik wchodzący z numerem jeden, ponieważ czuł, że w żadnym brandzie nie ma nikogo, kto zasługiwałby na taką okazję. Nie było żadnych zmian w zasadach walki, mimo że Lesnar miał jedno z światowych mistrzostw, o które zwycięzca mógł walczyć na WrestleManii 36. Na odcinku z 20 stycznia adwokat Lesnara, Paul Heyman, przypomniał fanom o nagrodzie w Royal Rumble matchu, ale powiedział, że nie było nikogo wystarczająco godnego, by zmierzyć się z Lesnarem w walce wieczoru WrestleManii, co oznacza, że jeśli Lesnar wygra, wstrzyma się od jego nagrody.
Na gali TLC: Tables, Ladders & Chairs, The Kabuki Warriors (Asuka i Kairi Sane) pokonały Raw Women’s Champion Becky Lynch i Charlotte Flair w Tag Team Tables, Ladders and Chairs matchu broniąc WWE Women’s Tag Team Championship. W wywiadzie na backstage’u na następnym odcinku Raw, Lynch stwierdziła, że nie była sobą przez ostatnie kilka miesięcy i czuła, że management umieszczał ją w walkach Tag Teamowych, aby uchronić ją przed samotnym zmierzeniem się z Asuką i przegraną. Stwierdziła również, że nigdy nie pokonała Asuki i musi to zmienić. W następnym tygodniu Lynch wyzwała Asukę na pojedynek o jej Raw Women’s Championship na szali, które Asuka zaakceptowała. Walka została zaplanowana na Royal Rumble jako rewanż z zeszłorocznej gali.
Na TLC: Tables, Ladders & Chairs Kickoff Humberto Carrillo pokonał Andrade. Na następnym odcinku Raw obaj mieli wziąć udział w Gauntlet matchu, aby wyłonić rywala z Reyem Mysterio o United States Championship. Carrillo awansował do finału, by zmierzyć się z Andrade, który nie pojawił się podczas jego wejścia. Andrade zamiast tego zaatakował Carrillo od tyłu, a następnie wykonał Hammerlock DDT na Carillo na odsłoniętej betonowej podłodze. W związku z tym Gauntlet match zakończył się bez rezultatu. Andrade następnie zdobył United States Championship od Mysterio na gali WWE Live w Madison Square Garden 26 grudnia. Po tym, jak Andrade utrzymał tytuł przeciwko Mysterio w Ladder matchu 20 stycznia na odcinku Raw, Andrade próbował wykonać Hammerlock DDT na Mysterio na odsłoniętej betonowej podłodze, tylko po to, by pojawił się Carrillo, aby pomóc Mysterio i odepchnął Andrade, który się wycofał z Zeliną Vegą. Na backstage’u Carrillo rzucił Andrade wyzwanie o United States Championship na Royal Rumble, które zostało oficjalnie ogłoszone na Royal Rumble Kickoff.
Na Survivor Series, „The Fiend” Bray Wyatt pokonał Daniela Bryana, aby zachować Universal Championship. Na następnym odcinku SmackDown, po tym, jak Bryan zaakceptował kolejny rewanż o tytuł na TLC: Tables, Ladders & Chairs, The Fiend pojawił się i zaatakował Bryana, wyrywając mu włosy. The Miz, który był spleciony w feudzie, pojawił się w następnym tygodniu i powiedział, że Bryan nie był widziany od ataku The Fienda i z kolei stał się przeciwnikiem Wyatta w walce bez tytułu na szali na TLC, gdzie Wyatt (jako jego postać Firefly Fun House, a nie The Fiend) pokonał Miza. Po walce, zakapturzona postać zaatakowała Wyatta, a następnie ujawniła się jako powracający Bryan, teraz z ostrzyżoną na zęby i krótszą brodą. Na następnym odcinku SmackDown, zarówno Bryan, jak i Miz wyrazili chęć odebrania Wyattowi Universal Championship z powodu ich osobistych problemów z nim. Następnie przerwał im King Corbin, który uznał, że zasłużył na szansę na tytuł dzięki zwycięstwu nad Romanem Reignsem na TLC. 27 grudnia Bryan pokonał Miza i Corbina w Triple Threat matchu, aby zdobyć kolejną walkę Universal Championship przeciwko The Fiend na Royal Rumble. 17 stycznia Bryan uderzył Fienda ruch,m running knee i zaatakował go, ale The Fiend się wycofał. Sfrustrowany Bryan zmienił warunki ich meczu na Strap match, aby The Fiend nie mógł uciec.
Podczas Triple Threat matchu, który miał wyłonić pretendenta do Universal Championship, Roman Reigns zaatakował Kinga Corbina, co kosztowało go szansę na tytuł. W następnym tygodniu Reigns ogłosił swój udział w Royal Rumble matchu. Później tej nocy Reigns połączył siły z Danielem Bryanem, aby zmierzyć się z Corbinem i Dolphem Zigglerem, co zakończyło się bez rezultatu. Po walce, Corbin i Ziggler zaatakowali Reignsa tylko po to, by The Usos (Jey Uso i Jimmy Uso) powrócili i pomogli Reignsowi, atakując zarówno Corbina, jak i Zigglera. 10 stycznia Corbin ogłosił swój udział w Royal Rumble matchu i stwierdził, że Reigns bał się ponownie z nim zmierzyć, dlatego Reigns również wyraził udział w tej walce. W odpowiedzi Reigns wyzwał Corbina na rewanż na gali, które Corbin przyjął. W następnym tygodniu Reigns pokonał powracającego Roberta Roode'a w Tables matchu, co pozwoliło mu wybrać stypulację dla swojej walki z Corbinem, a on wybrał Falls Count Anywhere match.
Na SmackDown po Survivor Series, SmackDown Women’s Champion Bayley i kapitan żeńskiej drużyny SmackDown Sasha Banks skrytykowali kobiecą dywizję ich brandu za to, że zawiodła ich na gali, ponieważ Bayley i Team SmackDown przegrały swoje walki. Członkini zespołu Lacey Evans przerwała i wykonała Women’s Right na Banks, z Evansem przechodzącą face turn. Evans zakwestionowała przywództwo Bayley i Banks, mając z nimi kilka konfrontacji w ciągu następnych tygodni. 10 stycznia Evans miała zmierzyć się z Banks, która się nie pojawiła, a Bayley pojawiła się w TitanTron, drwiąc z Evans. W odpowiedzi Evans poszła na backstage, gdzie dwójka się kłóciła. W następnym tygodniu Evans ponownie miała zmierzyć się z Banks, jednak Banks nie była w stanie walczyć z powodu kontuzji kostki. Bayley zajęła swoje miejsce w walce, ale przegrała z Evans. Dzięki wygranej, Evans zdobyła walkę o tytuł na Royal Rumble.
Po siedmiomiesięcznej przerwie, Sheamus pojawił się w winiecie 29 listopada na odcinku SmackDown, ogłaszając, że powróci do walk w ringu. W ciągu następnych kilku tygodni wyemitowano więcej winiet, a Sheamus twierdził, że SmackDown zmiękł podczas jego nieobecności. Na odcinku z 3 stycznia, gdy Shorty G był atakowany przez The Revival (Scott Dawson i Dash Wilder), Sheamus powrócił, pozornie, by pomóc Shorty’emu G. Jednak po tym, jak The Revival oczyściło ring, a Sheamus zaatakował Shorty’ego G ruchem Brogue Kick. Sheamus twierdził, że Shorty G uosabiał wszystko źle na SmackDown i kontynuował atakowanie go przez następne kilka tygodni, a walka pomiędzy nimi została zaplanowana na Royal Rumble Kickoff.

## Wyniki walk
| Nr                                                                   | Wyniki                                                           | Stypulacje                                                                                       | Czas    |
| -------------------------------------------------------------------- | ---------------------------------------------------------------- | ------------------------------------------------------------------------------------------------ | ------- |
| 1P                                                                   | Sheamus pokonał Shorty’ego G                                     | Singles match                                                                                    | 12:35   |
| 2P                                                                   | Andrade (c) (z Zeliną Vegą) pokonał Humberto Carrillo            | Singles match o WWE United States Championship                                                   | 14:20   |
| 3                                                                    | Roman Reigns pokonał Kinga Corbina                               | Falls Count Anywhere match                                                                       | 21:20   |
| 4                                                                    | Charlotte Flair wygrała eliminując jako ostatnią Shaynę Baszler  | 30-osobowy żeński Royal Rumble match o miano pretendentki do kobiecego tytułu na WrestleManii 36 | 54:20   |
| 5                                                                    | Bayley (c) pokonała Lacey Evans                                  | Singles match o WWE SmackDown Women’s Championship                                               | 9:20    |
| 6                                                                    | "The Fiend" Bray Wyatt (c) pokonał Daniela Bryana                | Strap match o WWE Universal Championship                                                         | 17:35   |
| 7                                                                    | Becky Lynch (c) pokonała Asukę (z Kairi Sane) poprzez submission | Singles match o WWE Raw Women’s Championship                                                     | 16:25   |
| 8                                                                    | Drew McIntyre wygrał eliminując jako ostatniego Romana Reignsa   | 30-osobowy męski Royal Rumble match o miano pretendenta do światowego tytułu na WrestleManii 36  | 1:00:50 |
| (c) – mistrz/mistrzyni przed walkąP – walka miała miejsce w pre-show |                                                                  |                                                                                                  |         |

### Wejścia i eliminacje w żeńskim Royal Rumble matchu
– członkini brandu Raw
    – członkini brandu SmackDown
    – członkini brandu NXT
    – członkini brandu NXT UK
    – wolna agentka
    – zwyciężczyni
| Nr. wejściowy | Wrestlerka        | Brand         | Nr. eliminacji | Wyeliminowana przez                | Czas  | Eliminacje |
| ------------- | ----------------- | ------------- | -------------- | ---------------------------------- | ----- | ---------- |
| 1             | Alexa Bliss       | SmackDown     | 15             | Biancę Belair                      | 26:34 | 4          |
| 2             | Bianca Belair     | NXT           | 16             | Charlotte Flair                    | 33:20 | 8          |
| 3             | Mighty Molly      | Wolna agentka | 3              | Biancę Belair                      | 10:21 | 0          |
| 4             | Nikki Cross       | SmackDown     | 5              | Biancę Belair i Alexę Bliss        | 15:08 | 0          |
| 5             | Lana              | Raw           | 1              | Liv Morgan                         | 02:29 | 1          |
| 6             | Mercedes Martinez | NXT           | 4              | Mandy Rose i Sonyę Deville         | 08:14 | 0          |
| 7             | Liv Morgan        | Raw           | 2              | Lanę(*)                            | 00:44 | 1          |
| 8             | Mandy Rose        | SmackDown     | 6              | Biancę Belair                      | 08:49 | 1          |
| 9             | Candice LeRae     | NXT           | 8              | Biancę Belair                      | 09:01 | 0          |
| 10            | Sonya Deville     | SmackDown     | 7              | Biancę Belair                      | 05:31 | 1          |
| 11            | Kairi Sane        | Raw           | 9              | Alexę Bliss                        | 05:22 | 0          |
| 12            | Mia Yim           | NXT           | 11             | Alexa Bliss                        | 06:30 | 0          |
| 13            | Dana Brooke       | SmackDown     | 14             | Biancę Belair                      | 05:26 | 0          |
| 14            | Tamina            | SmackDown     | 10             | Biancę Belair                      | 00:39 | 0          |
| 15            | Dakota Kai        | NXT           | 12             | Chelsea Green                      | 01:32 | 0          |
| 16            | Chelsea Green     | NXT           | 13             | Alexę Bliss                        | 00:12 | 1          |
| 17            | Charlotte Flair   | Raw           | —              | Zwyciężczyni                       | 27:19 | 4          |
| 18            | Naomi             | Raw           | 26             | Shaynę Baszler                     | 22:01 | 0          |
| 19            | Beth Phoenix      | NXT/HOF       | 28             | Shaynę Baszler                     | 27:05 | 1          |
| 20            | Toni Storm        | NXT UK        | 25             | Shaynę Baszler                     | 18:40 | 0          |
| 21            | Kelly Kelly       | Wolna agentka | 18             | Charlotte Flair                    | 02:29 | 0          |
| 22            | Sarah Logan       | Raw           | 17             | Charlotte Flair                    | 00:28 | 0          |
| 23            | Natalya           | Raw           | 27             | Beth Phoenix                       | 14:43 | 0          |
| 24            | Xia Li            | NXT           | 20             | Shaynę Baszler                     | 10:49 | 0          |
| 25            | Zelina Vega       | Raw           | 22             | Shaynę Baszler i Shotzi Blackheart | 09:31 | 0          |
| 26            | Shotzi Blackheart | NXT           | 23             | Shaynę Baszler                     | 07:57 | 1          |
| 27            | Carmella          | SmackDown     | 24             | Shaynę Baszler                     | 06:36 | 0          |
| 28            | Tegan Nox         | NXT           | 21             | Shaynę Baszler                     | 03:50 | 0          |
| 29            | Santina Marella   | Wolna agentka | 19             | Samą siebie                        | 01:01 | 0          |
| 30            | Shayna Baszler    | NXT           | 29             | Charlotte Flair                    | 04:27 | 8          |

(*) – Lana była już wyeliminowana, kiedy ona wyeliminowała Liv Morgan.

### Wejścia i eliminacje w męskim Royal Rumble matchu
– członek brandu Raw
    – członek brandu SmackDown
    – członek brandu NXT
    – członek WWE Hall of Fame
    – wolny agent
    – zwycięzca
| Nr. wejściowy | Wrestler          | Brand        | Nr. eliminacji | Wyeliminowany przez               | Czas  | Eliminacje |
| ------------- | ----------------- | ------------ | -------------- | --------------------------------- | ----- | ---------- |
| 1             | Brock Lesnar      | Raw          | 14             | Drew McIntyre’a                   | 26:24 | 13         |
| 2             | Elias             | SmackDown    | 1              | Brocka Lesnara                    | 01:00 | 0          |
| 3             | Erick Rowan       | Raw          | 2              | Brocka Lesnara                    | 00:08 | 0          |
| 4             | Robert Roode      | SmackDown    | 3              | Brocka Lesnara                    | 00:41 | 0          |
| 5             | John Morrison     | SmackDown    | 4              | Brocka Lesnara                    | 00:09 | 0          |
| 6             | Kofi Kingston     | SmackDown    | 7              | Brocka Lesnara                    | 05:06 | 0          |
| 7             | Rey Mysterio      | Raw          | 5              | Brocka Lesnara                    | 02:54 | 0          |
| 8             | Big E             | SmackDown    | 6              | Brocka Lesnara                    | 00:53 | 0          |
| 9             | Cesaro            | SmackDown    | 8              | Brocka Lesnara                    | 00:18 | 0          |
| 10            | Shelton Benjamin  | Raw          | 9              | Brocka Lesnara                    | 00:37 | 0          |
| 11            | Shinsuke Nakamura | SmackDown    | 10             | Brocka Lesnara                    | 00:20 | 0          |
| 12            | MVP               | Wolny agent  | 11             | Brocka Lesnara                    | 00:24 | 0          |
| 13            | Keith Lee         | NXT          | 12             | Brocka Lesnara i Brauna Strowmana | 03:32 | 1          |
| 14            | Braun Strowman    | SmackDown    | 13             | Brocka Lesnara i Keitha Lee       | 01:50 | 1          |
| 15            | Ricochet          | Raw          | 15             | Drew McIntyre’a                   | 03:09 | 0          |
| 16            | Drew McIntyre     | Raw          | —              | Zwycięzca                         | 34:11 | 6          |
| 17            | The Miz           | SmackDown    | 16             | Drew McIntyre’a                   | 00:30 | 0          |
| 18            | AJ Styles         | Raw          | 17             | Edge’a                            | 07:49 | 0          |
| 19            | Dolph Ziggler     | SmackDown    | 22             | Romana Reignsa                    | 12:20 | 0          |
| 20            | Karl Anderson     | Raw          | 21             | Randy’ego Ortona                  | 09:46 | 0          |
| 21            | Edge              | Hall of Fame | 28             | Romana Reignsa                    | 23:43 | 3          |
| 22            | King Corbin       | SmackDown    | 19             | Drew McIntyre’a                   | 04:06 | 1          |
| 23            | Matt Riddle       | NXT          | 18             | Kinga Corbina                     | 00:41 | 0          |
| 24            | Luke Gallows      | Raw          | 20             | Edge’a                            | 02:00 | 0          |
| 25            | Randy Orton       | Raw          | 27             | Edge’a                            | 14:37 | 1          |
| 26            | Roman Reigns      | SmackDown    | 29             | Drew McIntyre’a                   | 16:01 | 2          |
| 27            | Kevin Owens       | Raw          | 24             | Setha Rollinsa, Akama i Rezara*   | 06:59 | 0          |
| 28            | Aleister Black    | Raw          | 23             | Setha Rollinsa                    | 05:06 | 0          |
| 29            | Samoa Joe         | Raw          | 25             | Setha Rollinsa                    | 04:25 | 0          |
| 30            | Seth Rollins      | Raw          | 26             | Drew McIntyre’a                   | 04:01 | 3          |

(*) – Akam i Rezar nie byli uczestnikami walki.